# Куприк, Сергей Васильевич
Серге́й Васи́льевич Ку́прик (род. 7 ноября 1973 года, Москва) — российский певец, музыкант, актёр, общественный деятель. Заслуженный артист Российской Федерации (2018). С 1994 по ноябрь 2008 — солист группы «Лесоповал». Сольный исполнитель (с 2009 года). Член центрального совета движения "Бессмертный полк" 

## Молодость
Родился в Москве. Мама - работник торговли, папа - военный. Окончил школу № 626.
В 1989 году поступил в училище имени Гнесиных на эстрадное отделение по классу гитары. Учился игре на гитаре у преподавателя В. К. Бранд. С 1992 года и по сей день продолжает заниматься по классу вокала под руководством заведующей кафедрой эстрадно-джазового искусства Российской музыкальной академии имени Гнесиных профессора Наталии Зиновьевны Андриановой.
В 2003 году поступил в Луганский институт культуры и искусства им. М. Матусовского, окончил в 2008 году. Образование высшее.

## Творческая деятельность
В 1994 году стал солистом группы «Лесоповал». Первый выход на сцену состоялся 4 декабря 1994 года. Группа гастролировала по России. В составе группы записано около 20 альбомов, а это больше 150 песен, спетые Куприком («Я куплю тебе дом», «Был пацан», «Ветка мимозы», «Посидим пацаны», «Соловьи», «Сирень», «Не сказать, что люблю» и т. д.).
В 2004 году, за исполнение песни «Луганщина песня моя», награждён званием Заслуженного артиста Украины.
В 2007 году Сергей Куприк дебютировал в кино «Чужая шутка», потом был сериал «Закон и порядок», а так же осенью 2007 года Куприк дебютировал в сериале «Репортёры», где познакомился с Борисом Щербаковым и Станиславом Говорухиным.
В 2008 году, после смерти автора песен и руководителя группы Михаила Танича, Сергей Куприк принял решение покинуть её, так как, по его мнению, группа без песен Танича существовать не могла.
В том же 2008 году окончил Луганский институт культуры и искусств по специальности «Менеджмент шоу-бизнеса».
С января 2009 года выступает сольно, исполняет песни на стихи поэтов, Вадима Цыганова, Евгения Муравьёва, Михаила Танича, Олега Щеглова, Игоря Новикова, Александра Жомова и музыку композиторов Александра Федоркова, Игоря Слуцкого, Андрея Кашеварова, Александра Морозова, Сергея Войтенко, Сергея Коржукова, Дмитрия Прянов, Михаила Хохлова, Игоря Борисевича, Анны Цыбань,
11 октября 2012 года в Театре Эстрады презентация первого сольного альбома «Лебедь белый».
В 2014 году, после российской аннексии Крыма, принял участие в пророссийских концертах «Крымская весна» в Севастополе, Симферополе и на всей территория Крыма
5 апреля 2014 года премия «Шансон года» (песня «Враг или друг»).
27 ноября 2014 года — презентация второго альбома «Россия — Родина моя» при поддержке Академического Ансамбля песни и пляски им. Александрова.
7 марта 2016 года в Концертном зале Дома Правительства — сольный концерт «Для любимых».
7 марта 2017 года — презентация третьего альбома «Какая ты красивая».
21 декабря 2017 года — презентация четвертого альбома «Что есть счастье…».
7 ноября 2018 года в «Театре Российской Армии» с аншлагом проходит Юбилейный концерт.
В феврале 2019 года с аншлагом проходят концерты в Австралии, Новой Зеландии, Израиле.
7 ноября 2019 года в Государственном Кремлёвском дворце с аншлагом проходит сольный концерт в День рождения «Россия — Родина моя». В концерте принимали участие: Александр Маршал, Денис Майданов, Михаил Шуфутинский, «Непоседы», Игорь Слуцкий, Марина Девятова и д.р.
С 2017 по 2019 год Сергей Куприк давал концерты для российских военнослужащих на военной базе Хмеймим, в Сирии.
С декабря 2023 года вошёл в список «Команда Путина» на выборах Президента РФ в 2024 году.

## Санкции
В 2014 году, за поддержку российской аннексии Крыма и посещение оккупированных территорий Украины, внесён в базу сайта «Миротворец».
7 января 2023 года, из-за вторжения России на Украину, внесён в санкционный список Украины лиц "которые публично призывают к агрессивной войне, оправдывают и признают законной вооруженную агрессию РФ против Украины, «временную оккупацию территории Украины». Предполагается блокировка активов на территории страны, приостановка выполнения экономических и финансовых обязательств, прекращение культурных обменов и сотрудничества, лишение украинских госнаград. Ранее Куприк поддержал российское нападение на Украину

## Семья
Жена Екатерина с 2007 года, которая является его директором.

## Награды
- Заслуженный артист Украины (2004). Лишён звания после вторжения на Украину[7][8].
- Премия Радио Шансон «Шансон года» (2014) — за песню «Враг или Друг».
- Заслуженный артист РФ (2018).
- Премия Радио Шансон «Шансон года» (20 апреля 2019) — за песню «Что есть Счастье».
- 20 июля 2021 года Указом Главы самопровозглашённой Донецкой Народной Республики Пушилиным Денисом Владимировичем награждён «Орденом Дружбы».
- Медаль «Участнику военной операции в Сирии».